# Ooencyrtus puparum
Ooencyrtus puparum är en stekelart som beskrevs av Prinsloo 1987. Ooencyrtus puparum ingår i släktet Ooencyrtus och familjen sköldlussteklar.
Artens utbredningsområde är Senegal. Inga underarter finns listade i Catalogue of Life.